# Sybra postmaculata
Sybra postmaculata är en skalbaggsart som beskrevs av Stefan von Breuning 1939. Sybra postmaculata ingår i släktet Sybra och familjen långhorningar.
Artens utbredningsområde är Madagaskar. Inga underarter finns listade i Catalogue of Life.